# FIFA-Konföderationen-Pokal 2001
Der FIFA-Konföderationen-Pokal 2001 (englisch FIFA Confederations Cup 2001) war die dritte Ausspielung dieses interkontinentalen Fußball-Wettbewerbs für Nationalmannschaften unter diesem Namen und Obhut der FIFA und die fünfte insgesamt und fand vom 30. Mai bis zum 10. Juni in Südkorea und Japan statt. Der Wettbewerb galt für die beiden asiatischen Staaten als Generalprobe für die ein Jahr später dort stattfindende Fußball-Weltmeisterschaft 2002.
Gespielt wurde wie bisher in den zwei Gruppen zu vier Teams Jeder gegen Jeden. Die jeweils beiden Gruppenersten erreichten das Halbfinale. Bei Punktgleichheit zweier Mannschaften entschied in der folgenden Reihenfolge über das Weiterkommen: die Tordifferenz und erzielten Tore aus allen Gruppenspielen, die direkten Begegnungen der betreffenden Mannschaften (Anzahl der Punkte, Torverhältnis, erzielte Tore), letztlich die Fairplay-Liste oder das Los. Ab dem Halbfinale wurde im K.-o.-System gespielt. Stand es bei den Spielen der Finalrunde nach der regulären Spielzeit von 90 Minuten unentschieden, kam es zur Verlängerung und ggf. zum Elfmeterschießen.
Europameister Frankreich gewann das Turnier im Finale gegen Gastgeber Japan durch ein Tor von Patrick Vieira. Damit war Frankreich – nach Brasilien im Jahr 1997 – die zweite Mannschaft, die gleichzeitig Weltmeister, kontinentaler Meister (Europameister) und Sieger des Konföderationen-Pokals war.

## Spielorte
| Yokohama |

| Kashima |

| Niigata |

| Yokohama |

| Kashima |

| Niigata |

| Ulsan |

| Suwon |

| Daegu |

| Ulsan |

| Suwon |

| Daegu |

## Teilnehmer

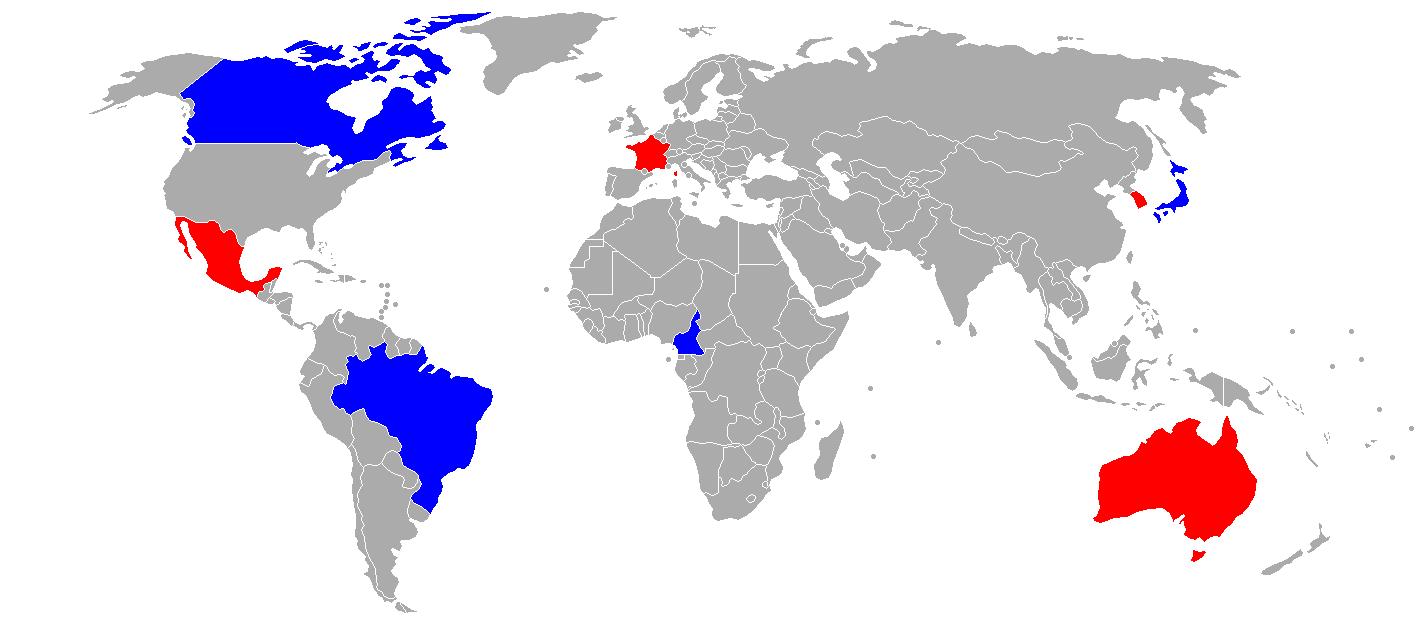
Die acht teilnehmenden Nationen (rot ist Gruppe A, blau Gruppe B)

- Japan – Gastgeber und Sieger des AFC Asien-Pokals 2000
- Südkorea – Gastgeber
- Mexiko – Sieger des FIFA-Konföderationen-Pokals 1999
- Kanada – Sieger des CONCACAF Gold Cup 2000
- Australien – Sieger des OFC-Nationen-Pokals 2000
- Kamerun – Sieger des African Cup of Nations 2000
- Brasilien – Sieger der Copa América 1999
- Frankreich – Sieger der UEFA EURO 2000 und Weltmeister 1998

Sechs dieser acht Nationalmannschaften nahmen auch an der ein Jahr später stattfindenden Weltmeisterschaft teil. Nur Australien und Kanada konnten sich dafür nicht qualifizieren.

## Gruppen
| Gruppe A   | Gruppe B  |
| ---------- | --------- |
| Australien | Brasilien |
| Frankreich | Kamerun   |
| Mexiko     | Kanada    |
| Südkorea   | Japan     |

## Vorrunde

### Gruppe A
| Pl. | Land       | Sp. | S | U | N | Tore    | Diff. | Punkte |
| --- | ---------- | --- | - | - | - | ------- | ----- | ------ |
| 1.  | Frankreich | 3   | 2 | 0 | 1 | 009:100 | +8    | 06     |
| 2.  | Australien | 3   | 2 | 0 | 1 | 003:100 | +2    | 06     |
| 3.  | Südkorea   | 3   | 2 | 0 | 1 | 003:600 | −3    | 06     |
| 4.  | Mexiko     | 3   | 0 | 0 | 3 | 001:800 | −7    | 0      |

|                               |   |            |           |
| 30. Mai um 17:00 Uhr in Daegu |   |            |           |
| Frankreich                    | – | Südkorea   | 5:0 (3:0) |
| 30. Mai um 19:30 Uhr in Suwon |   |            |           |
| Mexiko                        | – | Australien | 0:2 (0:1) |
| 1. Juni um 17:00 Uhr in Daegu |   |            |           |
| Australien                    | – | Frankreich | 1:0 (0:0) |
| 1. Juni um 19:30 Uhr in Ulsan |   |            |           |
| Südkorea                      | – | Mexiko     | 2:1 (0:0) |
| 3. Juni um 19:30 Uhr in Ulsan |   |            |           |
| Frankreich                    | – | Mexiko     | 4:0 (1:0) |
| 3. Juni um 19:30 Uhr in Suwon |   |            |           |
| Südkorea                      | – | Australien | 1:0 (1:0) |

### Gruppe B
| Pl. | Land      | Sp. | S | U | N | Tore    | Diff. | Punkte |
| --- | --------- | --- | - | - | - | ------- | ----- | ------ |
| 1.  | Japan     | 3   | 2 | 1 | 0 | 005:000 | +5    | 07     |
| 2.  | Brasilien | 3   | 1 | 2 | 0 | 002:000 | +2    | 05     |
| 3.  | Kamerun   | 3   | 1 | 0 | 2 | 002:400 | −2    | 03     |
| 4.  | Kanada    | 3   | 0 | 1 | 2 | 000:500 | −5    | 01     |

|                                 |   |           |           |
| 31. Mai um 17:00 Uhr in Ibaraki |   |           |           |
| Brasilien                       | – | Kamerun   | 2:0 (0:0) |
| 31. Mai um 19:30 Uhr in Niigata |   |           |           |
| Japan                           | – | Kanada    | 3:0 (0:0) |
| 2. Juni um 17:00 Uhr in Ibaraki |   |           |           |
| Kanada                          | – | Brasilien | 0:0       |
| 2. Juni um 19:30 Uhr in Niigata |   |           |           |
| Kamerun                         | – | Japan     | 0:2 (0:1) |
| 4. Juni um 19:30 Uhr in Ibaraki |   |           |           |
| Brasilien                       | – | Japan     | 0:0       |
| 4. Juni um 19:30 Uhr in Niigata |   |           |           |
| Kamerun                         | – | Kanada    | 2:0 (0:0) |

## Finalrunde

### Halbfinale
|                                  |   |            |           |
| 7. Juni um 17:00 Uhr in Yokohama |   |            |           |
| Japan                            | – | Australien | 1:0 (1:0) |

Das einzige Tor des Spiels erzielte Hidetoshi Nakata in der 43. Minute für die japanische Fußballnationalmannschaft, der damit der Einzug ins Finale gelang.
|                               |   |           |           |
| 7. Juni um 20:00 Uhr in Suwon |   |           |           |
| Frankreich                    | – | Brasilien | 2:1 (1:1) |

Robert Pires brachte die französische Mannschaft bereits in der 7. Spielminute mit 1:0 in Führung, jedoch gelang Ramon Menezes nach einer halben Stunde der Ausgleich. In der 54. Minute war es Marcel Desailly, der den Siegtreffer für die Franzosen erzielen konnte.

### Spiel um Platz 3
|                               |   |           |           |
| 9. Juni um 19:00 Uhr in Ulsan |   |           |           |
| Australien                    | – | Brasilien | 1:0 (0:0) |

Australien konnte sich gegen die favorisierte Auswahl Brasiliens mit 1:0 durchsetzen. Das Tor des Tages gelang Shaun Murphy nach 84 Spielminuten.

### Finale
|                                   |   |            |           |
| 10. Juni um 19:00 Uhr in Yokohama |   |            |           |
| Japan                             | – | Frankreich | 0:1 (0:1) |

Auch im Finale fiel lediglich ein Treffer. Diesen erzielte Patrick Vieira in der 30. Minute. Somit konnte sich Frankreich den Titel sichern.

## Torschützenliste
| Rang | Spieler         | Tore |
| ---- | --------------- | ---- |
| 1    | Shaun Murphy    | 2    |
| 1    | Éric Carrière   | 2    |
| 1    | Robert Pires    | 2    |
| 1    | Patrick Vieira  | 2    |
| 1    | Sylvain Wiltord | 2    |
| 1    | Takayuki Suzuki | 2    |
| 1    | Hwang Sun-hong  | 2    |
| 8    | Josip Skoko     | 1    |
| 8    | Clayton Zane    | 1    |
| 8    | Carlos Miguel   | 1    |
| 8    | Washington      | 1    |
| 8    | Ramon           | 1    |

| Rang | Spieler           | Tore |
| ---- | ----------------- | ---- |
| 8    | Nicolas Anelka    | 1    |
| 8    | Marcel Desailly   | 1    |
| 8    | Youri Djorkaeff   | 1    |
| 8    | Steve Marlet      | 1    |
| 8    | Hiroaki Morishima | 1    |
| 8    | Hidetoshi Nakata  | 1    |
| 8    | Akinori Nishizawa | 1    |
| 8    | Shinji Ono        | 1    |
| 8    | Patrick M’Boma    | 1    |
| 8    | Bernard Tchoutang | 1    |
| 8    | Víctor Ruiz       | 1    |
| 8    | Yu Sang-cheol     | 1    |

## Auszeichnungen
Goldener Ball
Der „Goldene Ball“ für den besten Spieler des Turniers ging an den Franzosen Robert Pires, der „Silberne Ball“ an seinen Landsmann Patrick Vieira und der „Bronzene Ball“ an den Japaner Hidetoshi Nakata.
Goldener Schuh
Den „Goldenen Schuh“ für den besten Torschützen erhielten die Franzosen Robert Pires und Éric Carrière für je zwei Turniertore. Da beide Spieler auch je zwei Torvorlagen verbuchen konnten, wurde die Goldenen Trophäe zweimal vergeben. Der „Bronzene Schuh“ ging an den Südkoreaner Hwang Sun-hong. Da fünf Spieler jeweils zwei Tore erzielt hatten, entschieden erst die Zahl der Torvorlagen und danach die weniger absolvierten Spielminuten über die Rangfolge.
FIFA-Fair-Play-Trophäe
Den Fair-Play-Preis für sportlich korrektes Auftreten auf und außerhalb des Rasens erhielt die japanische Nationalmannschaft.